# Kilbeggan
Kilbeggan (iriska: Cill Bheagáin) är ett samhälle beläget vid floden Brosna i grevskapet Westmeath på Irland. Namnet betyder St. Bacans kyrka och betyder att det finns ett kloster här som St. Bacan byggde under 500-talet.
Kilbeggan är känt för att vara platsen för Kilbeggan Distillery (tidigare Brusna Distillery och Locke's Distillery), det äldsta destilleriet i sin klass på Irland.

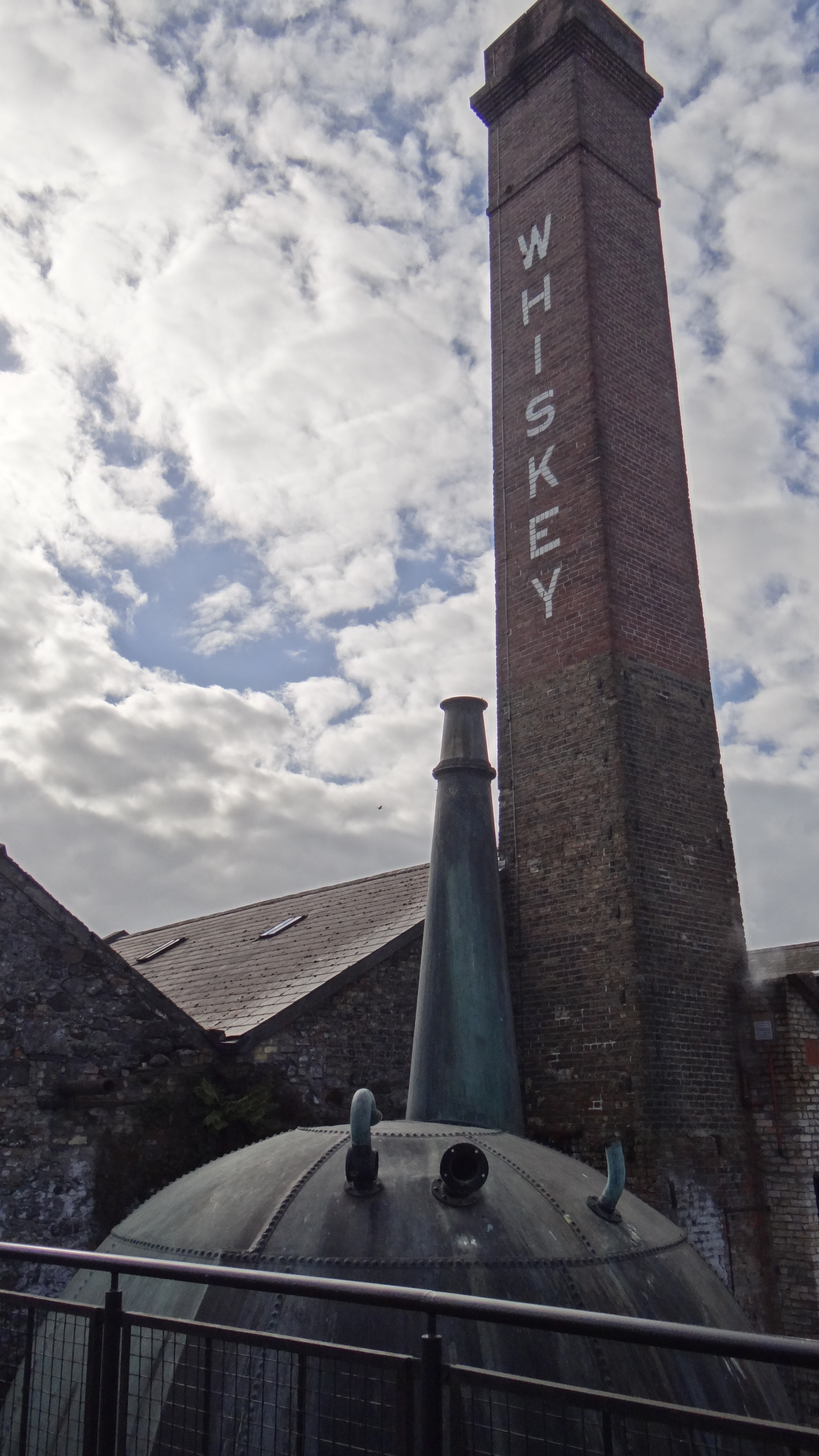
Distillerie de Kilbeggan.